# North Lee
North Lee är en kulle i Storbritannien.   Den ligger i kommunen Yttre Hebriderna och riksdelen Skottland, i den nordvästra delen av landet, 800 km nordväst om huvudstaden London. Toppen på North Lee är 153 meter över havet. North Lee ligger på ön North Uist.
Terrängen runt North Lee är platt åt nordväst, men söderut är den kuperad. Havet är nära North Lee åt sydost.